# هاري زد. إيزاك
هاري زد. إيزاك (بالإنجليزية: Harry Z. Isaacs) هو شخصية أعمال أمريكي، ولد في 30 مايو 1904 في لويفيل في الولايات المتحدة، وتوفي في 23 سبتمبر 1990 في Glyndon, Maryland ‏ في الولايات المتحدة.